# 圭多·贝尔纳迪
圭多·贝尔纳迪（義大利語：Guido Bernardi，1921年9月21日—2002年1月22日），意大利男子自行车运动员。他曾代表意大利参加1948年夏季奥林匹克运动会自行车比赛，获得男子团体追逐赛银牌。